# ULAN
ULAN(Union List of Artist Names)은 게티 리서치 인스티튜트의 온라인 데이터베이스이다. 2018년 기준 300,000명 이상의 아티스트, 또 이들을 위한 720,000개의 이름, 그리고 아티스트에 관한 기타 정보를 담고 있다. ULAN의 이름들은 실명, 가명, 여러 언어의 이름, 시간이 지남에 따라 변경된 이름이 포함된다. 이들 이름 중에 선호하는 이름이 대표되어 표기된다.
목록에 표시되어 있더라도 ULAN은 시소러스로서 구조화되며 이는 시소러스 구성을 위한 ISO 및 NISO 표준을 준수하는 것이다. 계층적, 동등성, 관련 관계를 포함한다.

## 역사
ULAN의 개발은 1984년 J. 폴 게티 트러스트(J. Paul Getty Trust)에 의해 시작되었다.